# Kylor Kelley

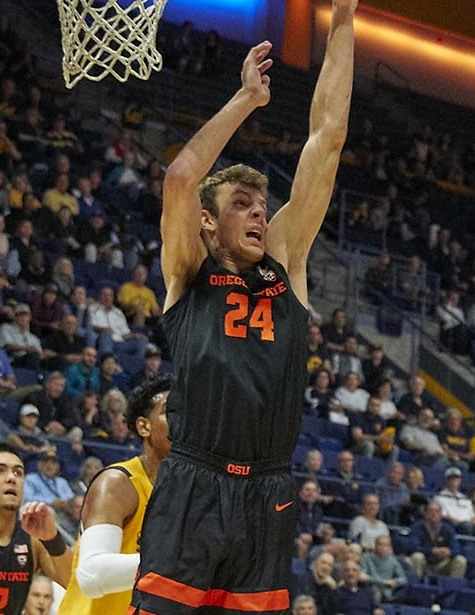
Kylor Kelley, 2020.

Kylor Kelley, född 26 augusti 1997 i Logan i Utah, är en amerikansk professionell basketspelare (PF/C) som spelar för New Orleans Pelicans i National Basketball Association (NBA). Han har tidigare spelat för Dallas Mavericks.
Kelley blev aldrig NBA-draftad.
Innan han blev proffs studerade Kelley först på Northwest Christian University och spelade för deras idrottsförening Northwest Christian Beacons. Han blev senare överförd till Lane Community College för spel i Lane Titans. Kelley bytte återigen och denna gång till Oregon State University och spelade för deras Oregon State Beavers.